# Àcid siàlic

Àcid siàlic

Un àcid siàlic (del grec τὸ σίαλον  (to sialon) 'la saliva') és un terme genèric per a derivats de l'àcid neuramínic, un sucre (monosacàrid) amb onze àtoms de carboni.
Són molècules presents comunament en els organismes vius (animals principalment però també en menor mesura en les plantes, bacteris i fongs) i totes les seves funcions no són conegudes encara.
Prové de la condensació de l'àcid pirúvic i de N-Acetil-D-mannosamina.
En els humans, el cervell presenta la concentració més alta d'àcid siàlic i hi té un paper important en la sinaptogènesi.
L'àcid N-acetilneuramínic, que també s'anomena àcid siàlic, és un constituient característic dels aminosucres que en els humans tenen un paper important en les interaccions intercel·lulars.

## Bioquímica
- Les lectines produïdes per nombroses espècies tenen una afinitat per diferents sucres,[2] per l'àcid siàlic; amb causa de diversos processos patològics.[3] Els Siglecs, o lectines de tipus I són una família de lectines que reconeixen específicament l'àcid siàlic.[4] Elles pertanyen a la superfamília de les immunoglobulines (Ig) .
- Les afinitats lectines-sucres permeten també als patògens adherir-se als teixits molt glicosilats presents en les vies respiratòries, el tub digestiu, l'aparell urinari o genital (Imberty and Varrot 2008, Sharon 1996). Així, per exemple el virus de la grip es fixa sobre la mucosa pulmonar.
- Certes toxines bacterianes són igualment de les lectines[5]

## Biosíntesi
La biosíntesi de l'àcid siàlic s'anomena sialilació. En sistemes bacterials, els àcids siàlics són biosintetitzats per un enzim de tipus aldolasa. Aquest enzim utilitza un derivat de la manosa (N-Acetil-2-manosamina) com a substrat, al qual s'efectua una condensació aldòlica amb una molècula d'àcid pirúvic, la qual aporta amb tres carbonis de l'àcid siàlic.

## Definició
El que s'anomena àcid siàlic pot representar: 
- l'àcid N-acetilneuramínic (NeuNAc o NANA), que es troba en els humans,
- tota una sèrie de substàncies emparentades amb l'àcid N-acetilneuramínic, per exemple l'àcid N-glicosilneuramínic que es troba en els ratolins.

És la càrrega negativa d'aquesta substància la responsable de la sensació viscosa de la saliva i dels mocs.

## Funcions
L'àcid siàlic serveix, entre altres funcions, de protecció de les proteïnes contra la seva degradació per les proteases.
L'àcid siàlic associat a glicoproteïna és un constituent dels gangliòsids i dels glicolípids cosa que fa que sovint es trobi en les secrecions glandulars, les membranes cel·lulars i el plasma sanguini (neuraminidasa).
L'àcid siàlic:
- està implicat en la prevenció d'infeccions (mucus associat a les membranes mucoses : boca, nas, tracte gastrointestinal, tracte respiratori),
- També és receptor per als virus Influenza